# 에곤 마이어
에곤 마이어(독일어: Egon Mayer, 1917년 8월 19일 ~ 1944년 3월 2일)는 독일의 공군 군인이다. 제2차 세계 대전 당시 독일 국방군 공군에서 353회 출격하여 적기 102기를 격추시킨 에이스 전투조종사다. 적기는 모두 서부전선에서 격추했으며, 4발 폭격기 26기, 수퍼마린 스핏파이어 51기, 리퍼블릭 P-47 썬더볼트 12기 등이 포함되어 있다. 순전히 서부전선에서만 격추수 100기 이상을 올린 첫 에이스이기도 하다.
콘스탄츠에서 태어나 어렸을 때 글라이더 비행사를 했고, 1937년 공군에 자원입대했다. 전투기 훈련을 받은 뒤 1939년 제2전투비행단 리히트호펜(JG 2)에 배치되었다. 프랑스 공방전에 참전하였으며 이후 1941년 6월 JG 2 제7비행중대장으로 임명되었다. 2개월 뒤 21번째 적기를 격추하고 8월 1일에 기사십자 철십자장을 받았다. 이후 적기 16기를 더 격추시키고 1942년 7월 급색 독일십자장을 수훈했다. 1942년 11월 마이어는 JG 2 제3비행집단 비행집단장으로 임명되었다.
1942년 7월 1일 발터 외자우와 교대하여 JG 2의 비행단장이 되었다. 1943년 12월 31일 90번째 적기를 격추했고 1944년 2월 5일 서부전선 최초의 100기 격추자가 되었다. 마이어는 1944년 3월 2일 미국 육군 항공대의 폭격기 편대를 공격하다가 P-47 썬더볼트 호위기들에 피격되어 격추, 전사했다. 사망 당일 곡엽검 기사십자 철십자장이 사후 추서되었다.

| 전임 대위 한스 로베르트 프리츠 한 | 제4대 제2전투비행단 리히트호펜 제3비행집단 비행집단장 1942년 11월 – 1943년 6월 30일 | 후임 대위 브루노 슈톨레 |

| 전임 소령 발터 외자우 | 제9대 제2전투비행단 리히트호펜 비행단장 1959년 1월 19일 – 1962년 5월 29일 | 후임 소령 쿠르트 우벤 |